# بيرالتا (نيومكسيكو)
بيرالتا (بالإنجليزية: Peralta, New Mexico) هي بلدة أمريكية تقع في الولايات المتحدة في مقاطعة فالينسيا، نيومكسيكو. يقدر عدد سكانها بـ 3,750 نسمة ومساحتها 11.4 كم2 وترتفع عن سطح البحر 1,482 متر.

## التركيبة السكانية
حدّد مكتب تعداد الولايات المتحدة بيانات التركيبة السكانية لبيرالتا في تعداد الولايات المتحدة. في ما يلي، التركيبة السكانية حسب تعدادي 2000 و2010.

### تعداد عام 2000
بلغ عدد سكان بيرالتا 3,750 نسمة بحسب تعداد عام 2000، وبلغ عدد الأسر 1,314 أسرة وعدد العائلات 1,034 عائلة مقيمة في البلدة. في حين سجلت الكثافة السكانية 325.8 نسمة لكل كيلومتر مربع (843.8/ميل2). وبلغ عدد الوحدات السكنية 1,413 وحدة بمتوسط كثافة قدره 122.8 لكل كيلومتر مربع (318.1/ميل2).
وتوزع التركيب العرقي للبلدة بنسبة 66.88% من البيض و0.75% من الأمريكيين الأفارقة و2.27% من الأمريكيين الأصليين و0.32% من الأمريكيين ذوي الأصول الآسيوية و24.24% من الأعراق الأخرى و5.55% من عرقين مختلطين أو أكثر و51.28% من الهسبانيون أو اللاتينيون من أي عرق.
بلغ عدد الأسر 1,314 أسرة كانت نسبة 42.3% منها لديها أطفال تحت سن الثامنة عشر تعيش معهم، وبلغت نسبة الأزواج القاطنين مع بعضهم البعض 62.1% من أصل المجموع الكلي للأسر، ونسبة 10.9% من الأسر كان لديها معيلات من الإناث دون وجود شريك، بينما كانت نسبة 5.7% من الأسر لديها معيلون من الذكور دون وجود شريكة وكانت نسبة 21.3% من غير العائلات. تألفت نسبة 16.3% من أصل جميع الأسر من عدة أفراد يعيشون في نفس المنزل ونسبة 5.5% كانت تتألف من شخص يعيش بمفرده يبلغ من العمر 65 عاماً أو أكثر. وبلغ متوسط حجم الأسرة المعيشية 2.85، أما متوسط حجم العائلات فبلغ 3.19.
بلغ العمر الوسطي للسكان 36.4 عاماً. وكانت نسبة 28.9% من القاطنين تحت سن الثامنة عشر، وكانت نسبة 7.1% بين الثامنة عشر والرابعة والعشرين عاماً، ونسبة 28.9% كانت واقعةً في الفئة العمرية ما بين الخامسة والعشرين والرابعة والأربعين عاماً، ونسبة 24.1% كانت ما بين الخامسة والأربعين والرابعة والستين، ونسبة 11% كانت ضمن فئة الخامسة والستين عاماً فما فوق. يوجد لكل 100 أنثى 95.9 ذكر، ويوجد لكل 100 أنثى في الثامنة عشر من عمرها فما فوق 95.2 ذكر.
بلغ متوسط دخل الأسرة في البلدة 38,039 دولارًا، أما متوسط دخل العائلة فبلغ 39,605 دولارًا. وكان متوسط دخل الذكور 31,916 دولارًا مقابل 26,442 دولارًا للإناث. وسجل دخل الفرد الخاص بالبلدة 15,511 دولارًا. وكانت نسبة 10.6% من العائلات ونسبة 11.5% من السكان تحت خط الفقر، وكان من هؤلاء نسبة 15.9% تحت سن الثامنة عشر ونسبة 13.6% في الخامسة والستين من العمر وما فوق.

### تعداد عام 2010
بلغ عدد سكان بيرالتا 3,660 نسمة بحسب تعداد عام 2010، وبلغ عدد الأسر 1,370 أسرة وعدد العائلات 1,023 عائلة مقيمة في البلدة. في حين سجلت الكثافة السكانية 318 نسمة لكل كيلومتر مربع (823.6/ميل2). وبلغ عدد الوحدات السكنية 1,481 وحدة بمتوسط كثافة قدره 128.7 لكل كيلومتر مربع (333.3/ميل2).
وتوزع التركيب العرقي للبلدة بنسبة 76.04% من البيض و0.87% من الأمريكيين الأفارقة و2.49% من الأمريكيين الأصليين و0.25% من الأمريكيين ذوي الأصول الآسيوية و0.03% من سكان جزر المحيط الهادئ و15.93% من الأعراق الأخرى و4.40% من عرقين مختلطين أو أكثر و54.51% من الهسبانيون أو اللاتينيون من أي عرق.
بلغ عدد الأسر 1,370 أسرة كانت نسبة 33.1% منها لديها أطفال تحت سن الثامنة عشر تعيش معهم، وبلغت نسبة الأزواج القاطنين مع بعضهم البعض 56.9% من أصل المجموع الكلي للأسر، ونسبة 11.3% من الأسر كان لديها معيلات من الإناث دون وجود شريك، بينما كانت نسبة 6.5% من الأسر لديها معيلون من الذكور دون وجود شريكة وكانت نسبة 25.3% من غير العائلات. تألفت نسبة 19.3% من أصل جميع الأسر من عدة أفراد يعيشون في نفس المنزل ونسبة 7.3% كانت تتألف من شخص يعيش بمفرده يبلغ من العمر 65 عاماً أو أكثر. وبلغ متوسط حجم الأسرة المعيشية 2.67، أما متوسط حجم العائلات فبلغ 3.06.
بلغ العمر الوسطي للسكان 43.5 عاماً. وكانت نسبة 23.1% من القاطنين تحت سن الثامنة عشر، وكانت نسبة 8.1% بين الثامنة عشر والرابعة والعشرين عاماً، ونسبة 20.8% كانت واقعةً في الفئة العمرية ما بين الخامسة والعشرين والرابعة والأربعين عاماً، ونسبة 32.6% كانت ما بين الخامسة والأربعين والرابعة والستين، ونسبة 15.4% كانت ضمن فئة الخامسة والستين عاماً فما فوق. وتوزع التركيب الجنسي للسكان بنسبة 50.1% ذكور و49.9% إناث.

## أعلام
- ماريانو إس. أوتيرو